# Environnement de l'adaptation évolutive
Pour les articles homonymes, voir EEA.
L’environnement de l'adaptation évolutive (abrégé EEA, pour l'anglais Environment of Evolutionary Adaptedness) correspond à l'environnement responsable de la sélection provoquant l'évolution d'une espèce. Le concept d'EEA est surtout utilisé en psychologie évolutionniste à propos de l'espèce humaine. Il est aussi employé par analogie en zoologie dans les domaines de l'élevage et de la domestication animale.

## Dans la lignée humaine
Au sein de la lignée humaine, le genre Homo qui est apparu il y a environ 2.5 millions d'années, a vécu la plus grande partie de son existence au Pléistocène, dans un environnement habité par des communautés nomades dites de chasseurs-cueilleurs. Ainsi la sédentarité, l'agriculture, l'organisation sociale en larges communautés (villes) et a fortiori certaines activités socio-culturelles (spécialisation du travail, écriture, etc.) ne sont apparues que très récemment dans l'histoire humaine, au Néolithique (moins de 10 000 ans). L'EEA qui a façonné notre espèce est donc principalement antérieur à l'époque géologique actuelle dite Holocène, et est donc très distinct de l'environnement physique et social que connaissent les humains depuis le néolithique, lequel correspond à une période trop courte pour avoir significativement influencée l'évolution génétique des populations humaines. 
Comme notre environnement actuel est très différent de l'EEA qu'a connu l'espèce humaine : il peut y avoir inadéquation (mismatch) entre certains caractères sélectionnés pour leur utilité adaptative chez nos ancêtres chasseurs-cueilleurs, et ceux qui favorisent la survie et la reproduction (et peut-être le bien-être) dans les sociétés actuelles.

## Critique du concept d'EEA
Le concept de l'EEA est critiqué : dans le contexte de l'évolution humaine, il se réfère traditionnellement au pléistocène avant la révolution néolithique, mais cela ne suffit pas à définir un un environnement précis tant que les plans géographiques, que climatiques ou biologiques. Dans les faits, l'EEA n'était pas le même pour les populations vivant en Afrique que pour celles vivant dans la toundra européenne ou en Asie. Néanmoins, avant les migrations de Homo sapiens hors d'Afrique, il y a environ 60 000 ans, on peut considérer que l'EEA rencontré par la lignée humaine est relativement homogène.